# Arif (Rapper)

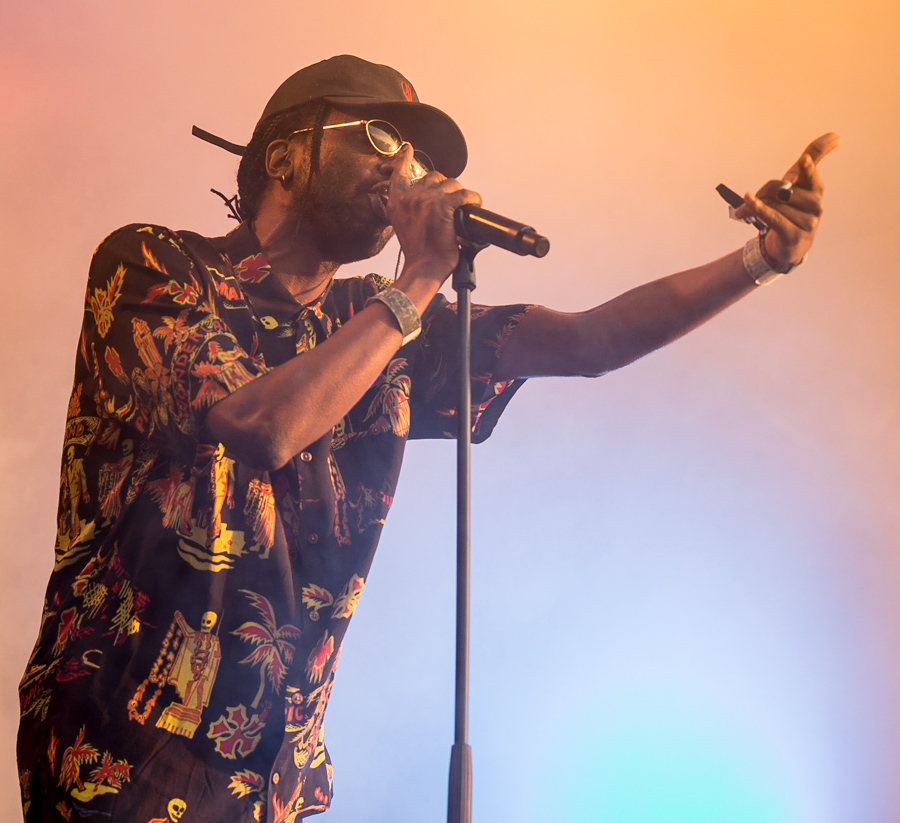
Arif, 2016

Arif (* 1988, bürgerlich Arif Nassor Salum oder Arif Murakami) ist ein norwegischer Rapper, Sänger und Songwriter. Er trat zu Beginn seiner Karriere unter dem Künstlernamen Phil T. Rich auf.

## Leben
Salum stammt aus dem Stadtviertel Bogerud im Osten Oslos. Seine Eltern kamen in den 1980er-Jahren von Sansibar nach Norwegen. Sein Vater verließ die Familie und zog später nach Schottland. Salum selbst beschreibt seine Jugend und Schulzeit als schwierig und von rassistischen Auseinandersetzungen geprägt. Er habe in dieser Zeit begonnen, sich an Schlägereien zu beteiligen. Seine Mutter zog mit ihm später in die Kommune Bærum im Westen von Oslo.
Seine Musikkarriere begann Salum in der Band Hustle & flow. Während seiner Zeit mit der Gruppe rappte er englischsprachige Texte. Als Solo-Künstler ging er zu norwegischen Liedtexten über und Salum debütierte schließlich im Jahr 2012 mit dem Album Kom så tok færdiih. Seinen größeren Durchbruch hatte er im Jahr 2013, als er als Phil T. Rich mit seinem Lied Gal den Newcomer-Preis Årets Urørt des norwegischen Radiosenders NRK P3 gewinnen konnte. Im selben Jahr gab er das Album Aldri og Alltid heraus. Später ging er zum Künstlernamen Arif über.
Als Schauspieler wirkte er in der 2015 ausgestrahlten norwegischen TV-Serie Maniac mit. Für sein Album Highend/Asfalt gewann er beim Musikpreis Spellemannprisen 2015 die Auszeichnung in der Urban-Kategorie. Im Jahr 2017 folgte das Album Meg & deg mot alle. Zusammen mit Unge Ferrari und dem Duo Karpe bildete er die Supergruppe Mars. Die Gruppe veröffentlichte im Januar 2018 die EP Mars. Zusammen mit Unge Ferrari war er im Jahr 2018 beim Musikpreis P3 Gull in der Kategorie „Liveartist des Jahres“ nominiert. Im Oktober 2019 gab er das Album Arif i Waanderland heraus. Das darin enthaltene Lied Hvem er hun wurde bei den beiden Musikpreisen Spellemannprisen 2019 und P3 Gull in der Kategorie „Lied des Jahres“ nominiert.
Salum wirkte an der zu Beginn des Jahres 2022 ausgestrahlten Staffel der Musikshow Hver gang vi møtes mit. In der TV-Serie Flus übernahm er im selben Jahr eine Nebenrolle. Mit dem im Jahr 2023 erschienenen Album Å drukne en fisk konnte Salum erstmals den ersten Platz der norwegischen Albumcharts erreichen. Das Werk, für das er beim Spellemannprisen 2023 in der Hip-Hop-Kategorie gewann, veröffentlichte er unter dem Namen Arif Murakami. Beim Musikpreis P3 Gull gewann er im Jahr 2023 den P3-Preis. In der 2023 erstmals ausgestrahlten Weihnachtsserie Snøfall 2 wirkte Salum erneut als Schauspieler. Im September 2024 hatte er gemeinsam mit Stig Brenner und dem Lied Let’s Go einen Nummer-eins-Hit in Norwegen. 

## Stil und Rezeption
Salums Werke bedienen sich einer Vielzahl an Rapstilen. In seinen Liedern wird häufig Auto-Tune verwendet. Seine Liedtexte handelten wiederholt von seiner Jugend und der Beziehung zu seinem Vater.

## Auszeichnungen
Spellemannprisen
- 2015: „Urban“ für Highend/Asfalt
- 2017: Nominierung in der Kategorie „Urban“ für Meg & deg mot alle
- 2017: Nominierung in der Kategorie „Lied des Jahres“ für Alene
- 2017: Nominierung in der Kategorie „Musikvideo des Jahres“ für Himmelen
- 2019: Nominierung in der Kategorie „Textautor des Jahres“ für Arif i Waanderland
- 2019: Nominierung in der Kategorie „Lied des Jahres“ für Hvem er hun
- 2019: Nominierung in der Kategorie „Album des Jahres“ für Arif i Waanderland
- 2023: „Hip-Hop“ für Å drukne en fisk
- 2023: Nominierung in der Kategorie „Musikvideo des Jahres“ für (Åh) Tåmy, Tåmy – Rifla x Sheriff (mit Karpe)

P3 Gull
- 2015: Nominierung in der Kategorie „Liveartist des Jahres“[11]
- 2017: Nominierung in der Kategorie „Lied des Jahres“ (für Alene)[12]
- 2018: Nominierung in der Kategorie „Liveartist des Jahres“ (mit Unge Ferrari)[13]
- 2019: Nominierung in der Kategorie „Lied des Jahres“ (für Hvem er hun)[4]
- 2023: P3-Preis[14]
- 2024: Nominierung in der Kategorie „Lied des Jahres“ (mit Stig Brenner, für Let’s Go)[15]

## Diskografie

### Alben
| Jahr | Titel              | Höchstplatzierung, Gesamtwochen, AuszeichnungChartsChartplatzierungen (Jahr, Titel, Platzierungen, Wochen, Auszeichnungen, Anmerkungen) | Anmerkungen                             |
| Jahr | Titel              | NO | Anmerkungen                             |
| ---- | ------------------ | --- | --------------------------------------- |
| 2015 | Highend/Asfalt     | NO13 (2 Wo.)NO | Erstveröffentlichung: 10. April 2015    |
| 2017 | Meg & deg mot alle | NO12 Gold · (2 Wo.)NO | Erstveröffentlichung: 17. November 2017 |
| 2019 | Arif i Waanderland | NO2 (20 Wo.)NO | Erstveröffentlichung: 4. Oktober 2019   |
| 2023 | Å drukne en fisk   | NO1 (20 Wo.)NO | Erstveröffentlichung: 13. Januar 2023   |

Weitere Alben
- 2012: Kom så tok færdiih
- 2013: Aldri & Alltid

### Singles
| Jahr | Titel Album                                | Höchstplatzierung, Gesamtwochen, AuszeichnungChartsChartplatzierungen (Jahr, Titel, Album, Platzierungen, Wochen, Auszeichnungen, Anmerkungen) | Anmerkungen                                                         |
| Jahr | Titel Album                                | NO | Anmerkungen                                                         |
| --- | ------------------------------------------ | --- | ------------------------------------------------------------------- |
| 2017 | Alene –                                    | NO36 Platin · (2 Wo.)NO | Erstveröffentlichung: 6. Oktober 2017                               |
| 2019 | Hvem er hun Arif i Waanderland             | NO5 (25 Wo.)NO | Erstveröffentlichung: 28. Juni 2019                                 |
| 2021 | Tusen tårer Rifmix –                       | NO39 (1 Wo.)NO | Beitrag zu Hver gang vi møtes (Original: Tix)                       |
| 2022 | Gutter snakker aldri sammen BluesBrutterne | NO35 (1 Wo.)NO | Erstveröffentlichung: 8. April 2022 mit Stig Brenner                |
| 2022 | Hellig Å drukne en fisk                    | NO24 (3 Wo.)NO | Erstveröffentlichung: 3. Juni 2022                                  |
| 2022 | (Åh) Tåmy, Tåmy Å drukne en fisk           | NO3 Platin · (12 Wo.)NO | Erstveröffentlichung: 30. Dezember 2022 mit Karpe                   |
| 2023 | Litt for sent –                            | NO33 (2 Wo.)NO | Erstveröffentlichung: 26. Mai 2023 mit Makosir                      |
| 2024 | Dance –                                    | NO11 (2 Wo.)NO | Erstveröffentlichung: 16. Februar 2024 mit Ballinciaga              |
| 2024 | Tyrs vals –                                | NO37 (1 Wo.)NO | Erstveröffentlichung: 23. Februar 2024 mit Tyr und Siyabång         |
| 2024 | Baby –                                     | NO13 (6 Wo.)NO | Erstveröffentlichung: 3. Mai 2024 mit Ballinciaga                   |
| 2024 | Let’s Go –                                 | NO1 Gold · (7 Wo.)NO | Erstveröffentlichung: 6. September 2024 mit Stig Brenner            |
| 2025 | Dumme boys –                               | NO11 (5 Wo.)NO | Erstveröffentlichung: 21. März 2025 mit Stig Brenner und Broiler    |
| 2025 | Galopp (feat. May) –                       | NO7 (… Wo.)NO | Erstveröffentlichung: 11. April 2025 mit Stig Brenner und Coucheron |
| Folgende Lieder erschienen nicht als Single, wurden aber durch das Album zum Download und Streaming bereitgestellt und konnten somit eine Platzierung erlangen: |                                            | |                                                                     |
| |                                            | |                                                                     |
| 2018 | Jeg gråter tårer i en mansion Mars         | NO4 (3 Wo.)NO | als Mitglied von Mars                                               |
| 2018 | Jeg føler meg som Tshawe Mars              | NO8 (2 Wo.)NO | als Mitglied von Mars                                               |
| 2018 | Jeg er lei meg Mars                        | NO2 (7 Wo.)NO | als Mitglied von Mars                                               |
| 2018 | Jeg bruker ikke kondom Mars                | NO1 (7 Wo.)NO | als Mitglied von Mars                                               |
| 2022 | Jugekors BluesBrutterne                    | NO40 (1 Wo.)NO | mit Stig Brenner                                                    |
| 2023 | Igjen Å drukne en fisk                     | NO34 (1 Wo.)NO |                                                                     |

Weitere Singles (mit Auszeichnungen)
- 2012: Flexnes (NO: Gold)
- 2015: Flammer (NO: Gold)
- 2015: Sulten (NO: Gold)
- 2015: Bulmers (mit Unge Ferrari, NO: Gold)
- 2017: BBB (mit Unge Ferrari, NO: Platin)
- 2018: Sorry mamma (mit Unge Ferrari, NO: Gold)
- 2019: Hver gang (mit Jesper Jenset, NO: Gold)